# Cora Cross
Cora Cross, es un personaje ficticio de la serie de televisión británica EastEnders, interpretada por la actriz Ann Mitchell desde el 11 de abril de 2011, hasta ahora.

## Antecedentes
Cora nació al este de Londres, años más tarde Cora tuvo una relación y fruto de eso nació su primera hija Ava Anderton sin embargo murió poco después de haber nacido. A finales de la década de 1960 se casó con Bill Cross y juntos tuvieron dos hijas Rainie y en 1975 tuvieron su segunda hija Tanya, más tarde Bill fue diagnosicado con Cáncer lo que ocasionó que Cora quedará destrozada e incapaz de lidiar con la situación Cora se refugió en el alcohol y los juegos dejando a Tanya de tan solo 13 años al cuidado de su padre hasta su muerte. Resentida con su madre Tanya finalmente se marchó luego de quedar embarazada de su novio Max Branning.